# Eureiandra eburnea
Eureiandra eburnea là một loài thực vật có hoa trong họ Cucurbitaceae. Loài này được C.Jeffrey mô tả khoa học đầu tiên năm 1976.